# Tournoi de Leonding
 (mars 2025).
Si vous disposez d'ouvrages ou d'articles de référence ou si vous connaissez des sites web de qualité traitant du thème abordé ici, merci de compléter l'article en donnant les références utiles à sa vérifiabilité et en les liant à la section « Notes et références ».
Le Tournoi de Leonding était une compétition de judo organisée tous les ans à Leonding en Autriche par l'EJU (European Judo Union). Il faisait partie de la Coupe du monde de judo masculine ou féminine en fonction des années. Il cessa en 2005.

## Palmarès masculin
| A-Tournament     | A-Tournament      | A-Tournament            | A-Tournament       | A-Tournament        | A-Tournament      | A-Tournament        | A-Tournament            |
| Année            | -60 kg            | -66 kg                  | -73 kg             | -81 kg              | -90 kg            | -100 kg             | +100 kg                 |
| ---------------- | ----------------- | ----------------------- | ------------------ | ------------------- | ----------------- | ------------------- | ----------------------- |
| 2002             | Joao Derly        | Won-Hee Lee             | Yong-Shin Choi     | Andrea Truzzi       | Yosvane Despaigne | Sung-Ho Jang        | Yohei Takai (en)        |
| Grand Prix       |                   |                         |                    |                     |                   |                     |                         |
| Année            | -60 kg            | -66 kg                  | -73 kg             | -81 kg              | -90 kg            | -100 kg             | +100 kg                 |
| 2001             | Ludwig Paischer   | Marek Matuszek          | Yoel Razvozov      | Klemen Ferjan       | Lionel Hugonnier  | Franz Birkfellner   | Sayed Mahmoud Miran     |
| 2000             | Marek Matuszek    | Yordanis Arencibia      | Giuseppe Maddaloni | Patrick Reiter      | Yosvane Despaigne | Antal Kovacs        | Daniel Andrey Hernandes |
| World Tournament |                   |                         |                    |                     |                   |                     |                         |
| Année            | -60 kg            | -66 kg                  | -73 kg             | -81 kg              | -90 kg            | -100 kg             | +100 kg                 |
| 1999             | Masato Uchishiba  | Giorgi Revazishvili     | Christophe Massina | Masahiko Tomouchi   | David Bozouklian  | Keiji Suzuki        | Ramaz Chochishvili      |
| 1998             | Yacine Douma      | Hüseyin Özkan           | Jimmy Pedro        | Hiroomi Fujita      | Marko Spittka     | Iveri Jikurauli     | Selim Tataroglu         |
| Année            | -60 kg            | -65 kg                  | -71 kg             | -78 kg              | -86 kg            | -95 kg              | +95 kg                  |
| 1997             | Dae-Hyun Moon     | Henrique Guimarães      | Dae-Sung Kwak      | Patrick Reiter      | Ki-Young Jeon     | Hisanori Hanjo      | Kosei Inoue             |
| 1996             | Manolo Poulot     | slam Matsiev            | Dae-Ik Kim         | Patrick Reiter      | Ki-Young Jeon     | Radu Ivan           | Harry Van Barneveld     |
| 1995             | Kenichi Harada    | Yukimasa Nakamura       | Dae-Ik Kim         | Hidenori Horikoshi  | Yoshio Nakamura   | Michiaki Kamochi    | Katsuyuki Masuchi       |
| 1994             | Tinav Akhmedov    | Byuk Kim                | Norbert Haimberger | Dong-Sik Yoon       | Ki-Young Jeon     | Yuri Stepkin        | Peter Hoellwart         |
| 1993             | Manfred Hiptmaier | Peter Schlatter         | Martin Schmidt     | Patrick Reiter      | Nicolas Gill      | Marc Meiling        | Frank Moeller           |
| 1992             | Jozsef Wagner     | Rogerio Cardoso Sampaio | Sergio Oliveira    | Ezequiel Paraguassu | Sven Helbing      | Aurelio Miguel      | Jose Mario Nery         |
| 1991             | Jozsef Wagner     | Pavel Petrikov          | Bertalan Hajtos    | Michael Bucher      | Waldemar Legien   | Peter Den Hoedt     | Harry Van Barneveld     |
| 1990             | Marino Cattedra   | Martin Schmidt          | Mike Schulz        | Dave Southby        | Giorgio Vismara   | Theo Meijer         | Frank Moeller           |
| 1989             | Sergio Pessoa     | Hyun Yoon               | Kyung-Keun Lee     | Johan Laats         | Roman Karger      | Robert Van De Walle | Henry Stoehr            |

## Palmarès féminin
| World Cup        | World Cup      | World Cup           | World Cup           | World Cup              | World Cup            | World Cup            | World Cup                   |
| Année            | -48 kg         | -52 kg              | -57 kg              | -63 kg                 | -70 kg               | -78 kg               | +78 kg                      |
| ---------------- | -------------- | ------------------- | ------------------- | ---------------------- | -------------------- | -------------------- | --------------------------- |
| 2005             | Tomoko Fukumi  | Petra Nareks        | Sabrina Filzmoser   | Urska Zolnir           | Eun-Hye Bae          | Yurisel Laborde      | Mai Tateyama                |
| A-Tournament     |                |                     |                     |                        |                      |                      |                             |
| Année            | -48 kg         | -52 kg              | -57 kg              | -63 kg                 | -70 kg               | -78 kg               | +78 kg                      |
| 2004             | Anna Zemla     | Telma Monteiro      | Brigitta Szabo      | Claudia Heill          | Adriana Dadci        | Claudia Zwiers       | Mara Kovačević              |
| 2003             | Tomoko Fukumi  | Petra Nareks        | Yurisleidy Lupetey  | Driulis Gonzalez       | Eun-Hye Bae          | Soo-Hee Cho          | Lucija Polavder             |
| 2002             | Neşe Şensoy    | Petra Nareks        | Sophie Cox          | Anna Von Harnier       | Hitomi Kaiyama       | Mayumi Toriyabe      | Midori Shintani             |
| Grand Prix       |                |                     |                     |                        |                      |                      |                             |
| Année            | -48 kg         | -52 kg              | -57 kg              | -63 kg                 | -70 kg               | -78 kg               | +78 kg                      |
| 2001             | Neşe Şensoy    | Salima Souakri      | Michelle Buckingham | Elisabeth Willeboordse | Haruko Kazato        | Mizuho Matsuzaki     | Maki Tsukada                |
| 2000             | Amarilis Savon | Legna Verdecia      | Driulis Gonzalez    | Jenny Gal              | Sibelis Veranes      | Simona Richter       | Midori Shintani             |
| World Tournament |                |                     |                     |                        |                      |                      |                             |
| Année            | -48 kg         | -52 kg              | -57 kg              | -63 kg                 | -70 kg               | -78 kg               | +78 kg                      |
| 1999             | Amarilis Savon | Legna Verdecia      | Noriko Mogi         | Karen Roberts          | Amina Abdellatif     | Jenny Karl           | Daima Beltran               |
| 1998             | Tomoe Makabe   | Legna Verdecia      | Driulis Gonzalez    | Vania Ishii            | Sibelis Veranes      | Yuriko Fukuba        | Karina Bryant               |
| Année            | -48 kg         | -52 kg              | -56 kg              | -61 kg                 | -66 kg               | -72 kg               | +72 kg                      |
| 1997             | Hillary Wolf   | Noriko Narazaki     | Driulis Gonzalez    | Kenia Rodriguez        | Sibelis Veranes      | Edinanci Silva       | Daima Beltran               |
| 1996             | Amarilis Savon | Legna Verdecia      | Chiyori Tateno      | Sung-Sook Jung         | Min-Sun Cho          | Carine Varlez        | Estela Rodriguez Villanueva |
| 1995             | Amarilis Savon | Legna Verdecia      | Driulis Gonzalez    | Sung-Sook Jung         | Odalis Reve-Jiminez  | Diadenis Luna        | Zhang Ying                  |
| 1994             | Amarilis Savon | Legna Verdecia      | Sun-Yong Jung       | Sung-Soon Chung        | Odalis Reve-Jiminez  | Mi-Jung Kim          | Estela Rodriguez Villanueva |
| 1993             | Dorte Dammann  | Beata Kucharzewska  | Magali Baton        | Irena Tokarz           | Emanuela Pierantozzi | Christine Meierarend | Beata Maksymow              |
| 1992             | Karen Briggs   | Sharon Rendle       | Veronique Akkermans | Yael Arad              | Alice Dubois         | Elena Besova         | Beata Maksymow              |
| 1991             | Martine Dupond | Sharon Rendle       | Nicola Fairbrother  | Diane Bell             | Alice Dubois         | Aline Batailler      | Kerry Knowles               |
| 1990             | Valerie Gotay  | Veronique Akkermans | Gooitske Marsman    | Jenny Gal              | Petra Wahnsiedler    | Annamaria Colagrossi | Angelique Seriese           |
| 1989             | Karen Briggs   | Sharon Rendle       | Ann Hughes          | Roswitha Hartl         | Sharon Mills         | Emanuela Pierantozzi | Karin Kutz                  |